# Gorenje Ponikve
Gorenje Ponikve este o localitate din comuna Trebnje, Slovenia, cu o populație de 108 locuitori.